# Claude Schmidt
Claudius („Claude“) Schmidt ist ein deutscher Pianist und Musikproduzent.

## Wirken
1989 begann er Schmidt als Pianist bei Joy Fleming. Seit 2017 gibt es hierzu ein Musical namens IWWA DIE BRICK, bei dem er als Darsteller und Musiker auch selbst mitwirkt.
In den 1990er Jahren arbeitete er als Produzent für R&B und Hip-Hop in Florida und England. Er produzierte Musik u. a. mit Grandmaster Flash und Kurtis Blow. 1992 gründete er den Showcase Musikverlag.
Als Pianist war er bei Ivan Rebroff , Paul Young, Johnny Logan und Haddaway tätig.
Seine Hip-Hop-Jazz-Formation XXL mit dem Rapper Carl J.Murray ist in Japan mit vier Alben vertreten und war dort auch in den Musik-Charts platziert.
Als Interpret unter dem Namen Amadeuz war er mit der Single Dieses Lied und Das was zählt in den deutschen Charts vertreten.
Von 2001 bis 2009 war er Inhaber der Tonträgerfirma CBR Music GmbH sowie von 2012 bis 2016 als Geschäftsführender Gesellschafter bei der Eventagentur Emilys Finest in Mannheim tätig.
Claude Schmidt arbeitet seit 2018 hauptsächlich als Solopianist, Band-Keyboarder und Korrepetitor. Zudem ist er als Dozent und Berater in der Kreativwirtschaft tätig. Seine eigene Band heißt Monopelao.

## Diskografie
| Jahr | Künstler                                                               | Titel                 | Label                | Platzierung                     |
| ---- | ---------------------------------------------------------------------- | --------------------- | -------------------- | ------------------------------- |
| 1989 | Joy Fleming                                                            | Sing and take my hand | Rö-Mo Records        |                                 |
| 1992 | Eric Singleton                                                         | Take 5                | Streetheat           | 11 (D), 54 (UK), 5 (Ungarn)     |
| 1993 | XXL                                                                    | Mas que nada          | Toshiba/EMI          | 13 (Japan)                      |
| 1994 | XXL                                                                    | Água de beber         | Toshiba/EMI          | 18 (Japan)                      |
| 1994 | Kurtis Blow                                                            | The Breaks 94         | Zyx                  |                                 |
| 1995 | Grandmaster Flash                                                      | If U wanna...         | JAM/Warner Bros.     |                                 |
| 1995 | Kurtis Blow                                                            | Christmas Rap         | Mascotte/Scorpio     | 54 (Frankreich)                 |
| 1994 | Worlds Apart                                                           | Je te donne           | EMI                  | 1 (Frankreich)                  |
| 1996 | The Ritchie Family                                                     | I'll Do My...         | Scorpio              | 35 (Frankreich)                 |
| 1997 | XXL                                                                    | Alligator Boogie      | Toshiba/EMI          | 23 (Japan)                      |
| 1998 | Step Ahead                                                             | Free                  | Intercord            |                                 |
| 1998 | Claude Schmidt aka Amadeuz                                             | Chopin                | Melos/BMG            | 48 (D)                          |
| 1999 | No Risk No Fun                                                         | Jump To The Beat      | Koch Records         | 40 (D)                          |
| 1999 | DJ Lazar                                                               | Get Busy              | Shift Music          | 1 (VIVA TV Clubrotation Awards) |
| 2010 | Aquilla Fearon                                                         | Just like that        | Inch Marlowe Records |                                 |
| 2011 | Aquilla Fearon                                                         | Back in the Game      | Inch Marlowe Records |                                 |
| 2012 | Monopelao                                                              | Ritmo Urbano Album    |                      |                                 |
| 2013 | Ragga Soldiers                                                         | Smaddy Pickiney       | House Nation         |                                 |
| 2019 | Claude Schmidt                                                         | Album Retour au Début |                      |                                 |
| 2019 | Iwwa die Brick / feat. Markus Sprengler / Heidi Katterman / Susan Horn | Halbblut              | Iwwa die Brick       |                                 |
| 2020 | Claude Schmidt                                                         | Une Larme             |                      |                                 |